# العلاقات الإكوادورية الميكرونيسية
العلاقات الإكوادورية الميكرونيسية هي العلاقات الثنائية التي تجمع بين الإكوادور وولايات ميكرونيسيا المتحدة.

## مقارنة بين البلدين
هذه مقارنة عامة ومرجعية للدولتين:
| وجه المقارنة                                              | الإكوادور                      | ولايات ميكرونيسيا المتحدة |
| --------------------------------------------------------- | ------------------------------ | ------------------------- |
| المساحة (كم2)                                             | 283.56 ألف                     | 702                       |
| عدد السكان (نسمة)                                         | 16.62 مليون                    | 105.54 ألف                |
| الكثافة السكانية (ن./كم²)                                 | 58.61                          | 15.03 ألف                 |
| العاصمة                                                   | كيتو                           | باليكير                   |
| اللغة الرسمية                                             | اللغة الإسبانية، كيشوا ‏، شوار ‏ | لغة إنجليزية              |
| العملة                                                    | دولار أمريكي، سوكري إكوادوري   | دولار أمريكي              |
| الناتج المحلي الإجمالي (بليون دولار)                      | 103.06 مليار                   | 336.43 مليون              |
| الناتج المحلي الإجمالي (تعادل القوة الشرائية) بليون دولار | 185.24 مليار                   | 365.27 مليون              |
| الناتج المحلي الإجمالي الاسمي للفرد دولار أمريكي          | 6.21 ألف                       | 3.02 ألف                  |
| الناتج المحلي الإجمالي للفرد دولار أمريكي                 | 11.37 ألف                      |                           |
| مؤشر التنمية البشرية                                      | 0.746                          | 0.640                     |
| رمز المكالمات الدولي                                      | +593                           | +691                      |
| رمز الإنترنت                                              | .ec                            | .fm                       |
| المنطقة الزمنية                                           | 00                             |                           |

## منظمات دولية مشتركة
يشترك البلدان في عضوية مجموعة من المنظمات الدولية، منها:
| علم المنظمة | اسم المنظمة                        | تاريخ انضمام الإكوادور | تاريخ انضمام ولايات ميكرونيسيا المتحدة |
| ----------- | ---------------------------------- | ---------------------- | -------------------------------------- |
|             | مؤسسة التنمية الدولية              | 7 نوفمبر 1961          | 24 يونيو 1993                          |
|             | يونسكو                             | 22 يناير 1947          | 19 أكتوبر 1999                         |
|             | وكالة ضمان الاستثمار متعدد الأطراف | 12 أبريل 1988          | 11 أغسطس 1993                          |
|             | الأمم المتحدة                      | 21 ديسمبر 1945         | 17 سبتمبر 1991                         |
|             | البنك الدولي للإنشاء والتعمير      | 28 ديسمبر 1945         | 24 يونيو 1993                          |
|             | الاتحاد الدولي للاتصالات           | 17 أبريل 1920          | 18 مارس 1993                           |
|             | منظمة حظر الأسلحة الكيميائية       | ?                      | ?                                      |
|             | مؤسسة التمويل الدولية              | 20 يوليو 1956          | 24 يونيو 1993                          |

## وصلات خارجية
- موقع وزارة الخارجية الإكوادورية